# Военно-воздушные силы Эстонии (1918—1940)
Военно-воздушные силы Эстонии (эст. Eesti Õhuvägi) — один из трёх родов Вооружённых сил Эстонии.

## История
Основой для создания Вооружённых сил Эстонии стали национальные части, сформированные в составе российской Императорской армии в ходе Первой Мировой войны. По распоряжению Временного правительства Эстонии в апреле 1917 года началось создание первых эстонских подразделений.
В ноябре 1918 года в составе инженерных войск была сформирована лётная полурота, в декабре преобразованная в роту, а в марте 1919 года — в авиационный отряд. Парк авиации состоял из самолётов, оставшихся от Императорской армии, Северо-Западной армии (Юденича), предоставленных Финляндией и Великобританией, а также захваченных трофеев. К концу 1919 года ВВС Эстонии насчитывали 40 самолётов.
1 сентября 1919 года была основана Лётная школа; первый выпуск из 17 человек состоялся в 1921 году. В целом, с 1919 по 1940 годы в 11 курсах Лётную школу прошли 457 человек. Из них: 177 пилотов, 37 наблюдателей, 235 механики авиации и 8 оружейников.
В 1921 году военно-воздушные силы, ставшие отдельным родом войск, сформировали авиационный полк, базировавшийся в Таллинне и подчинявшийся, при этом, Штабу внутренних войск. Следующее расширение эстонских военно-воздушных сил пришлось на 1930 год. Таллиннский авиаполк был развёрнут в отдельные дивизионы. ВВС теперь состояло из следующих частей:
- авиационная база,
- лётная школа,
- отдельный дивизион Таллинн,
- отдельный дивизион Раквере,
- отдельный дивизион Тарту

Также, было сформировано Управление ПВО, которому подчинялись Авиация и Артиллерийская группа ПВО (сформированная в ходе тех же преобразований 1930 года).
С 1930 по 1932 годы были приобретены новые самолёты.
В 1932 году был создан Отряд морской авиации, расформированный в 1939 году.
2 марта 1939 г. правительство Эстонии заключило с английской фирмой «Виккерс-Супермарин» (Vickers-Supermarine) контракт на поставку двенадцати самолетов «Спитфайр» на сумму 151 255 фунтов стерлингов. Первые два самолета должны были быть переданы к 31 августа того же года, следующие два — к 29 февраля 1940 года и оставшиеся восемь — к 30 июня 1940 года. Уже 11 июля 1939 года к отправке в Эстонию были готовы «Спитфайры» Mk.I L1046 и L1037, которые были соответственно 260-м и 261-м серийными самолетами этого типа. Однако из-за общей нестабильности ситуации, сложившейся в Европе к концу лета, английское правительство сначала приостановило выполнение контракта, а затем 13 сентября 1939 года разорвало его и реквизировало оба первых «Спитфайра», предназначавшихся Эстонии.
Следующее переформирование Вооружённых сил (и авиации, в том числе) Штабом Сил обороны Эстонии планировалось на 1940 год. Было начато переформирование кавалерийского полка и бронесил, но до авиации очередь не дошла, в связи с вступлением Эстонии в СССР и включением Эстонских Вооружённых сил в состав Красной армии под названием 22-й территориальный стрелковый корпус. В этот момент ВВС Эстонской республики насчитывали 42 самолёта (40+2).
ВВС Эстонии частично вошли в РККА под названием 22-й корпусной авиаотряд (корпусная эскадрилья).

## Организация
Организациоя ВВС Эстонии на 1930 год:
- Управление ПВО
- Авиационная база (эст. Lennubaas)
- Лётная школа
- отдельный дивизион Таллин
- отдельный дивизион Раквере
- отдельный дивизион Тарту

## Пункты базирования
- Таллинский аэродром
- Аэродром Раквере
- Аэродром Тарту

## Летательные аппараты
| Тип                               | Производство        | Назначение                      | Количество | Примечания                                                                                      |          |
| Самолёты                          | Самолёты            | Самолёты                        | Самолёты   | Самолёты                                                                                        | Самолёты |
| --------------------------------- | ------------------- | ------------------------------- | ---------- | ----------------------------------------------------------------------------------------------- | -------- |
| Avro 504                          | Великобритания 1913 | учебно-тренировочный            | ?          |                                                                                                 |          |
| Short Type 184                    | Великобритания 1914 | бомбардировщик, торпедоносец    | ?          |                                                                                                 |          |
| RAF B.E.2c                        | Великобритания 1914 | разведчик                       | ?          |                                                                                                 |          |
| White and Tompson NT.2            | Великобритания 1915 | бомбардировщик, торпедоносец    | ?          |                                                                                                 |          |
| Friedrichshafen F 41              | Германия 1916       | бомбардировщик, торпедоносец    | ?          |                                                                                                 |          |
| Sopwith Camel F-1                 | Великобритания 1916 | истребитель                     | ?          |                                                                                                 |          |
| DFW C V                           | Германия 1916       |                                 | ?          |                                                                                                 |          |
| SPAD S.VII                        | Франция 1916        | истребитель                     | ?          |                                                                                                 |          |
| De Havilland DH-9                 | Великобритания 1917 | лёгкий бомбардировщик           | ?          |                                                                                                 |          |
| Halberstadt C V                   | Германия 1918       | бомбардировщик, торпедоносец    | ?          |                                                                                                 |          |
| Gourdou-Leseurre GL-2             | Франция 1919        | истребитель                     | ?          |                                                                                                 |          |
| Armstrong Whitworth Siskin Mk.III | Великобритания 1921 |                                 | ?          |                                                                                                 |          |
| Potez 25                          | Франция 1924        | многоцелевой бомбардировщик     | ?          |                                                                                                 |          |
| Bristol Bulldog                   | Великобритания 1927 | истребитель                     | 12         |                                                                                                 |          |
| Hawker Hart                       | Великобритания 1928 | разведчик                       | 5          | Перешёл в состав 22-го корпусного авиаотряда РККА.                                              |          |
| Avro Tutor Type 621               | Великобритания 1929 | учебно-тренировочный            | ?          |                                                                                                 |          |
| Letov S-328                       | Чехословакия 1932   |                                 | ?          |                                                                                                 |          |
| PON-1                             | Эстония 1935        | учебно-тренировочный            | ?          |                                                                                                 |          |
| Henschel Hs 126                   | Германия 1936       | разведчик                       | 7          | Перешёл в состав 22-го корпусного авиаотряда РККА                                               |          |
| Miles M.14 Magister               | Великобритания 1937 | учебно-тренировочный            | ?          |                                                                                                 |          |
| PTO-4                             | Эстония 1938        | учебно-тренировочный, разведчик | 2          | Принадлежавшие Эстонскому аэроклубу в дальнейшем использовались эстонской эскадрильей люфтваффе |          |
| PN-3                              | Эстония 1939        | разведчик                       | 1          |                                                                                                 |          |

## Опознавательные знаки

Опознавательный знак ВВС Эстонии (изначально наносился на крылья и фюзеляж,с конца 1930-х годов стал наноситься только на крылья)
Знак на киль